# Нове Буяново (Янтіковський район)
Нове Буя́ново (рос. Новое Буяново, чув. Çĕнĕ Пуянкасси) — присілок у складі Янтіковського району Чувашії, Росія. Адміністративний центр Новобуяновського сільського поселення.
Населення — 586 осіб (2010; 598 у 2002).
Національний склад:
- чуваші — 99 %